# 射匱可汗
射匱可汗（漢音：しゃきかがん、拼音：Shèkuì kĕhàn、? - 618年）は、西突厥の可汗。達頭可汗の子の都六（トゥルク）の子。曷薩那可汗の族父（『旧唐書』では曷薩那可汗の叔父）。姓は阿史那氏。

## 生涯
大業6年（610年）、隋の煬帝は西で狩りをしようと、侍御史の韋節を遣わして泥撅処羅可汗を召した。しかし、泥撅処羅可汗はこれに応じなかったため、煬帝の怒りを買い、泥撅処羅可汗を廃して達頭可汗の孫の射匱を大可汗の位に就けようとした。これによって射匱は泥撅処羅可汗を襲撃して大敗させ、泥撅処羅可汗は妻子を棄てて高昌の東に遁走した。
大業7年（611年）12月、泥撅処羅可汗は弟の闕達度設（キュル・タルドゥ・シャド：官名）及び特勤（テギン）の大奈とともに入朝した。大業8年（612年）、煬帝は泥撅処羅可汗を国内に留め、その弟の闕達度設に会寧郡で牧畜させた。これにより西突厥本国の大可汗が不在となったため、国人たちは射匱を可汗に推戴した。
射匱可汗は即位すると、一度離反した西域諸国をふたたび服属させるべく、東は金山（アルタイ山脈）、西は海（カスピ海かアラル海）に至り、玉門関より西の諸国をすべて役属させ、東突厥と敵対した。そして可汗庭（首都）を亀茲の北の三弥山に建てた。
射匱可汗が死去すると、弟の統葉護可汗が代わって立つ。

## 参考資料
- 『隋書』（列伝第四十九）
- 『旧唐書』（本紀第一、列伝第百四十四下）
- 『新唐書』（列伝百四十下 突厥下）
- 佐口透・山田信夫・護雅夫訳注『騎馬民族誌２正史北狄伝』（1972年、平凡社）